# روغوي مييي
روغوي مييي (بالفرنسية: Roguy Méyé)‏ (مواليد 7 أكتوبر 1986 في ماكوكو) لاعب كرة قدم غابوني دولي يجيد اللعب في خط الهجوم . يلعب لصالح نادي أنقرة غوجو التركي .

## روابط خارجية
- روغوي مييي على موقع اتحاد تركيا (لاعب) (الإنجليزية)
- روغوي مييي على موقع قاعدة بيانات كرة القدم.إي يو (الإنجليزية)
- روغوي مييي على موقع بيانات كرة القدم. دي إي (الألمانية)
- روغوي مييي على موقع ناشيونال فوتبول تيمز (الإنجليزية)
- روغوي مييي على موقع عالم كرة القدم.نت (الإنجليزية)